# Unstable (singolo)
Unstable è un singolo degli Adema, il primo estratto dall'omonimo album, pubblicato il 23 giugno 2003.

## Video musicale
Il video, diretto da Kevin Kerslake, vede la band suonare in un deserto, con alcune scene dove Mark Chavez, il cantante, si trova in un luogo ventoso con una ragazza, sforzandosi di resistere al forte vento. La tempesta spinge Chavez sul tetto di una casa, dove poi la ragazza lo raggiunge. Prima che la casa esploda, appare una breve immagine dove i due si tengono per mano in piedi sul tetto.

## Tracce
Versione 1
1. Unstable
2. Immortal
3. Giving In

Versione 2
1. Unstable
2. Someone Elses Lies
3. Promises (Acoustic Version)
4. Unstable (Video)

## Classifiche
| Classifica (2003)         | Posizione massima |
| ------------------------- | ----------------- |
| Regno Unito               | 46                |
| Stati Uniti (alternative) | 36                |

## Curiosità
- Il brano è presente nel videogioco Madden NFL 2004.